# Đức Nghĩa
Đức Nghĩa là một phường thuộc thành phố Phan Thiết, tỉnh Bình Thuận, Việt Nam.
Phường Đức Nghĩa có diện tích 0,39  km², dân số năm 2009 là 9.758 người, mật độ dân số đạt 25.021 người/km².

## Lịch sử
Ngày 19 tháng 12 năm 2019, Hội đồng Nhân dân tỉnh Bình Thuận ban hành Nghị quyết 96/NQ-HĐND về việc:
- Sáp nhập khu phố 1 và khu phố 2 thành khu phố 2
- Sáp nhập khu phố 3 và khu phố 4 thành khu phố 4.